# 21 octobre dans les chemins de fer
21 septembre 21 novembre
Chronologies thématiques
- Croisades
- Sports
- Disney

Cette page concerne des événements qui se sont déroulés un 21 octobre dans les chemins de fer.

## Événements

### XIXesiècle
- 1847. France : inauguration[1] de la première section, Creil - Compiègne, de la future ligne Creil - Jeumont de la Compagnie du Nord.
- 1849. France : inauguration de la section Noyon-Chauny du chemin de fer de Creil à Saint-Quentin (compagnie du Nord).
- 1855. France près de Moret, sur la ligne Paris - Lyon, une collision entre un train de voyageurs et un train de marchandises fait 16 morts[2].

### XXesiècle
- 1902. France : ouverture de la station Blanche de la ligne 2 du métro de Paris.
- 1966. France : publication du plan de réorganisation du Réseau breton, il prévoit une augmentation des crédits pour les routes du centre Bretagne, la mise à l'écartement standard des lignes Guingamp - Carhaix et Guingamp - Paimpol, et l'exploitation routière des autres lignes à des tarifs identiques[3].

### XXIesiècle
- x

## Anniversaires

### Naissances
- x

### Décès
- x